# San Jerónimo de la Playa
San Jerónimo de la Playa är en ort i Mexiko.   Den ligger i kommunen San Miguel de Allende och delstaten Guanajuato, i den centrala delen av landet, 230 km nordväst om huvudstaden Mexico City. San Jerónimo de la Playa ligger 2 051 meter över havet och antalet invånare är 216.
Terrängen runt San Jerónimo de la Playa är platt åt sydost, men åt nordväst är den kuperad. Runt San Jerónimo de la Playa är det ganska tätbefolkat, med 96 invånare per kvadratkilometer. Närmaste större samhälle är San Miguel de Allende, 8,6 km sydväst om San Jerónimo de la Playa. Omgivningarna runt San Jerónimo de la Playa är en mosaik av jordbruksmark och naturlig växtlighet.